# تنين صاحب الجلالة
تنين صاحب الجلالة هي رواية فنتازيا للكاتبة الأمريكية نعومي نوفيك  نشرت لأول مرة في 28 مارس 2006.